# Fotorealismo

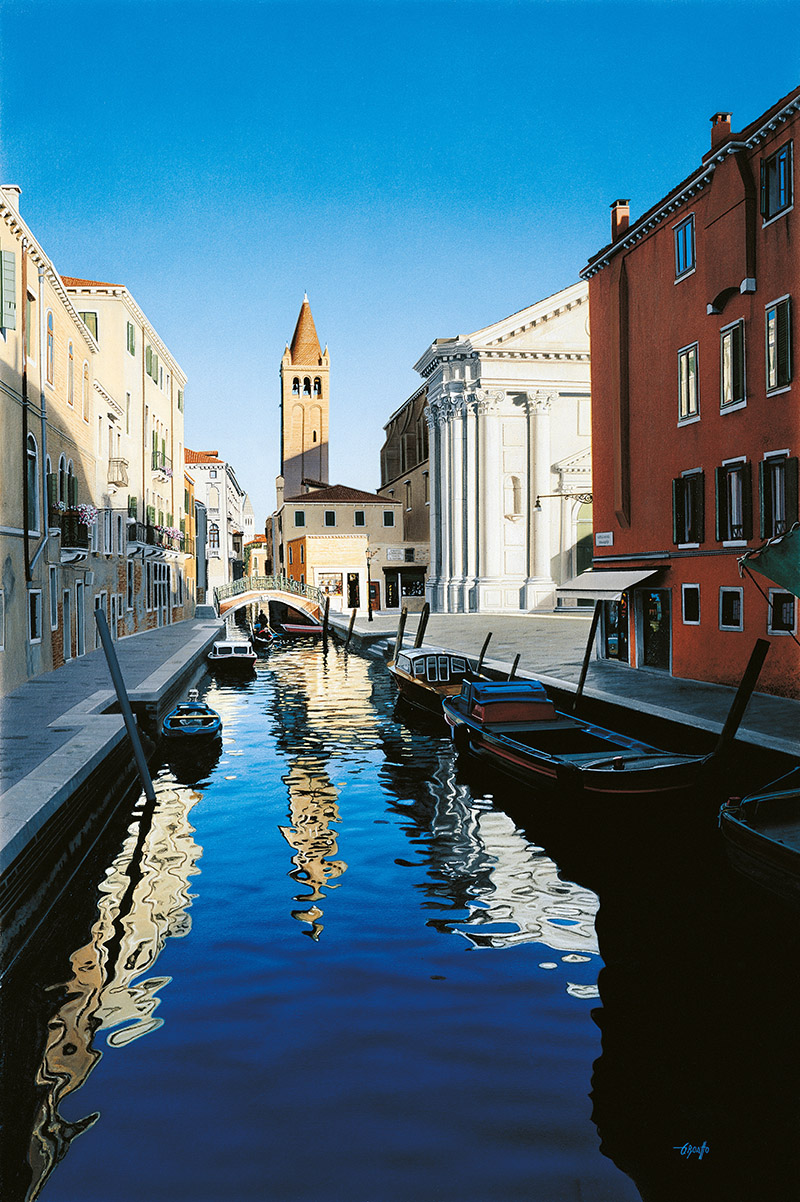
Dipinto di Guerrino Boatto: Venice's St. Barnaba Church and canal

Il fotorealismo è un genere di pittura basato sull'uso di una o più fotografie dalle quali l'artista prende le informazioni necessarie da utilizzare poi nel processo della creazione dell'opera, in genere ad olio o ad acrilico, al fine di avere un aspetto finale il più simile possibile alla fotografia.

## Storia
Il fotorealismo è un movimento che nasce negli Stati Uniti d'America alla fine degli anni sessanta sulla scia della Pop Art, e insieme condividono il carattere reazionario verso la travolgente ascesa dei media, che alla metà del ventesimo secolo si trasforma in un fenomeno di massa talmente imponente da minacciare il valore dell'immagine nell'arte. Ne consegue così che, colto il gesto d'inizio che fu della Pop Art, i fotorealisti aprono ad un realismo radicale che avrebbe generato l'iperrealtà della visione pop.
Mentre però le opere degli artisti della Pop Art sottolineano l'assurdità della maggior parte delle immagini soprattutto di uso commerciale, i fotorealisti cercano invece di recuperare, selezionare ed infine esaltare l'immagine nel mondo ormai invaso dai media.
L'espressione "realismo fotografico", poco dopo abbreviata in fotorealismo, è coniata dal gallerista e collezionista americano Louis K. Meisel nel 1969, dopo aver ammirato alcune opere di Malcom Morley nel 1965, Richard Estes nel 1967 e non molto tempo dopo di Chuck Close, Ralph Goings, Charles Bell e Ron Kleeman, ed appare per la prima volta nel catalogo della mostra "Twenty-two Realists" nel 1970 al Whitney Museum.
Ha avuto la sua consacrazione nella mostra di Kassel Documenta 5 del 1972 curata da Harald Szeemann.

## Lista di fotorealisti
Fotorealisti originari  (artisti significativi la cui opera ha contribuito a definire il fotorealismo)
- Robert Bechtle[9][12]
- Charles Bell[9][13]
- Tom Blackwell[9]
- Chuck Close[9]
- Robert Cottingham[9]
- Richard Estes[9][14]
- Audrey Flack[9]
- Ralph Goings[9]

- Howard Kanovitz[9]
- John Kacere[9]
- Ron Kleemann[9]
- Malcolm Morley[9]
- David Parrish[9]
- John Salt[9]
- Ben Schonzeit[9]

Fotorealisti  (esponenti significativi la cui opera soddisfa i criteri del fotorealismo)
- Linda Bacon[15]
- John Baeder[9][15]
- Roberto Bernardi[16][17]
- Guerrino Boatto[18]
- Anthony Brunelli[15][17]
- Hilo Chen[9][15]

- Davis Cone[15]
- Randy Dudley[15]
- Franz Gertsch[15]
- Robert Gniewek[15]
- Clive Head[15][19]
- Gus Heinze[15]

- Gottfried Helnwein[20]
- Don Jacot[15]
- Richard Mclean[9]
- Jack Mendenhall[15]
- Kim Mendenhall[15]
- Betrand Meniel[15][19]

- Reynard Milici[15]
- Robert Neffson[21]
- Rod Penner[15]
- Alberto Ponno[22][23]
- Raphaella Spence[17][19]
- Idelle Weber[9]